# 킬라킬
《킬라킬》(일본어: キルラキル 기루라키루[*], 영어: Kill la Kill)은 트리거가 제작한 일본의 애니메이션이다. MBS 텔레비전의 아니메이즘 B2 시간대에 2013년 10월 4일부터 2014년 3월 28일까지 방영되었다.
주인공은 불량학생 마토이 류코로, 자신의 아버지를 살인한 범인을 찾기 위해 입학한 혼노지 학원에서 학생회장 기류인 사쓰키와 그녀의 어머니 기류인 라교와 충돌한다. 류쿄, 사쓰키을 포함한 인물들이 의식을 가진 옷을 입고 능력을 사용해 전투하는 장면이 주를 이룬다.
《킬라킬》은 트리거가 제작한 첫 번째 원저작 텔레비전 애니메이션으로, 2007년 애니메이션 《천원돌파 그렌라간》과 후에 2019년 만화영화 《프로메어》에 모두 관여한 이마이시 히로유키와 나카시마 카즈키가 각각 감독과 각본을 맡았다. 첫 방영을 마친 후 2014년 9월에 25화에 해당하는 오리지널 비디오 애니메이션(OVA)이 발매됐다. 아키즈키 료가 그린 만화판이 카도카와 쇼텐 잡지 《영 에이스》에서 2013년 11월호부터 2015년 3월호까지 연재되었다. 2019년에 아크 시스템 웍스가 배급한 비디오 게임판 《킬라킬: IF》가 출시됐다.

## 등장인물
- 센케츠
- 미키스기 아이쿠로
- 마토이 류코
- 키류인 사츠키
- 만칸쇼쿠 마코
- 지쿠즈레 노논
- 하리메 누이

### 내용주
1. ↑  제목은 영어 단어 'kill'(일본 발음으로 '키루')이 일본 동사 키루(切る, "자르다")와 키루(着る, 입다)와 같은 것을 감안한 말장난이다. '라'는 裸(알몸)이나 羅(그물)로 해석할 수 있다.[1][2]

### 참조주
1. ↑  “Kill la Kill Is a Rare Breed of Anime”. 《Kotaku》. 2014년 4월 4일.
2. ↑  “Does Kill La Kill Have A Manga? & 9 Other Questions About The Series, Answered”. 《CBR》. 2021년 5월 18일.